# Yandex.Maps
 (mars 2019).
Yandex.Maps est un service gratuit de cartographie en ligne. Le service a été lancé par Yandex en 2004. 
C'est un service disponible sur PC, sur tablette et sur smartphone qui permet, à partir de l'échelle d'un pays, de zoomer jusqu'à l'échelle d'une rue. Des prises de vue fixes montrant les détails de certaines rues sont également accessibles grâce à Yandex.Panoramas.
Trois types de vue sont disponibles dans Yandex Maps : une vue en plan classique (avec nom des rues, quartier, villes), une vue en image satellite et la vue hybride, superposition des deux vues précédentes. Yandex Maps couvre aujourd'hui le monde entier.  
Les utilisateurs peuvent apporter de nouvelles données sur la carte avec l'aide de l'éditeur de carte Yandex.Map editor.

## Extensions

### Yandex.Panoramas
Yandex.Panoramas (en russe : Яндекс.Панорамы) est une extension lancée le 10 septembre 2009, le service permet, à l'instar de son concurrent Google Street View, de se déplacer et de visualiser à 360° les routes et rues de différentes villes en Russie, mais aussi en Ukraine, Biélorussie, Arménie, Kazakhstan et Turquie depuis l'automne 2011. Dans le cadre d’un partenariat avec le constructeur automobile Toyota, des panoramas de l’Everest  ainsi que de la ville de Lhassa ont également été réalisés.
Yandex.Panoramas est le premier site de navigation virtuelle à offrir des vues aériennes à 360°, et permettant le déplacement d'un point d'observation à un autre, par les airs. Les vues aériennes ne concernent pour l'instant que le territoire russe.
Les points d'observation sont symbolisés par une icône représentant une montgolfière bleue sur fond blanc en mode carte 2D, et une montgolfière blanche sur fond bleu en vue immersive.
Les autres modes d'explorations sont conservés comme la découverte de l'intérieur de bâtiments (le Musée central de la Marine de guerre lorsqu'il était encore hébergé au palais de la Bourse, la patinoire du Palais des sports Jubilé, la cathédrale Saint-Isaac, à Saint-Pétersbourg, la galerie Tretiakov, la cathédrale du Christ-Sauveur, le Goum, à Moscou), ou la navigation fluviale (sur la Néva, sur la Moskova).